# Mellera submutica
Mellera submutica är en akantusväxtart som beskrevs av C. B. Cl.. Mellera submutica ingår i släktet Mellera och familjen akantusväxter. Inga underarter finns listade i Catalogue of Life.